# Дорофеев, Иван Николаевич
Иван Николаевич Дорофеев (26 октября 1914, Донецкая область — 22 августа 1945, Берлин) — советский офицер, участник Великой Отечественной войны, командир пулемётного взвода 100-го гвардейского стрелкового полка 35-й гвардейской Лозовской стрелковой дивизии 8-й гвардейской армии 1-го Белорусского фронта, гвардии лейтенант. Герой Советского Союза (24.03.1945).

## Биография
Родился 26 октября 1914 года в селе Суженка на данный момент Никольского района Донецкой области Украины в семье крестьянина. По национальности украинец. Окончил среднюю школу, машиностроительный техникум в городе Мариуполь Донецкой области.
Призван в Красную Армию в 1938 году. Участник Великой Отечественной войны с июня 1941 года.
1 августа 1944 года группа бойцов пулемётного взвода 100-го гвардейского стрелкового полка (35-я гвардейская Лозовская Краснознаменная орденов Суворова и Богдана Хмельницкого стрелковая дивизия, 8-я гвардейская армия, 1-й Белорусский фронт) под командованием гвардии лейтенанта Ивана Дорофеева, переправилась через Вислу недалеко от села Вульна-Атарновчиа в районе города Магнушев (Польша), где установили станковые и ручные пулемёты.
Фашисты бросили в бой сотни автоматчиков. Десантники быстро рассеяли вражеские цели, прижали их к земле. Но гитлеровцы продолжали наступать. Они зашли с фланга и создали угрозу окружения.
Опытный офицер приказал не стрелять и ждать, когда немцы пойдут в атаку. Он рассчитал правильно. Как только огонь начал ослабевать, фашисты решили, что у пулеметчиков нет боеприпасов или они уже все перебиты и с криком бросились вперед. Командир взвода сам лег за пулемет и терпеливо ждал, пока враги подойдут совсем близко на ровную, без единого кустика, поляну. А потом открыл огонь длинными очередями. Немцы не ожидали этого. Они по инерции ещё бежали прямо на наши пулеметы. Однако цепь заметно поредела. Некоторые бросились назад, но пули их настигали. Большинство вражеских солдат залегли, но укрыться было негде, и пулеметчики легко доставали их своими очередями. Вся поляна была усеяна трупами.
В бою за село Воля-Магнушевска, взаимодействуя со стрелковыми ротами, первым ворвался в село. Немцы решили во что бы то ни стало выбить передовой отряд. Они бросили в бой танки с десантом автоматчиков. Взвод Дорофеева действовал четко и слаженно. Не отступив ни на шаг, бойцы плотным огнём отсекли автоматчиков от танков. Оставшись без пехотного прикрытия, вражеские танки не решились продолжать наступление. Атака была отбита. Гитлеровцы потеряли убитыми до 25 человек. Наши бойцы отразили две контратаки превосходящих сил противника.
Указом Президиума Верховного Совета СССР от 24 марта 1945 года за образцовое выполнение боевых заданий командования на фронте борьбы с немецко-фашистскими захватчиками и проявленные при этом мужество и героизм, гвардии лейтенанту Дорофееву Ивану Николаевичу присвоено звание Героя Советского Союза с вручением ордена Ленина и медали «Золотая Звезда» (№ 6486).
И. Н. Дорофеев с боями дошёл до Берлина, отпраздновал светлый и радостный День Победы.
После войны продолжал службу в рядах Красной Армии. Трагически погиб в автомобильной катастрофе 22 августа 1945 года в столице Германии — городе Берлине.

## Награды и звания
- Звание Герой Советского Союза.Указ Президиума Верховного Совета СССР от 24 марта 1945 года:
  - Орден Ленина,
  - Медаль «Золотая Звезда» № 6486.
- Медали СССР.

## Память
- Похоронен в городе Потсдам (Германия).
- На родине Героя Советского Союза И. Н. Дорофеева установлена мемориальная доска. Его имя носила пионерская дружина средней школы села Старченково Володарского района Донецкой области Украины.